# Slåtter
Slåtter is een compositie van Edvard Grieg. Slåtter is de aanduiding van volksliedjes van het Noorse boerenland, met name de provincie Telemark. De Noorse boeren waren eeuwenlang min of meer afgesneden van de bewoonde wereld en ontwikkelden daarbij hun eigen muziek. In veel agrarische gebieden dook een variant van de viool op met een aparte klankkleur en manier van strijken, de hardangerviool. In een tijdperk dat de Noorse identiteit in opbouw was, met name politiek en in de kunsten, werden de melodietjes verzameld door de violist Knut Johannessen Dahle. Hij vroeg in 1888 aan Grieg om transcripties te maken voor de piano. Grieg was echter steeds ergens anders mee bezig, zich bewust van de enorme taak die op hem wachtte. Knut wilde kennelijk niet langer wachten en schakelde via Grieg violist, hardangerviolist en componist Johan Halvorsen in. Die begon te puzzelen om de soms vreemde harmonische klanken van de hardangerviool over te zetten naar de klassieke viool. Halvorsen had het er moeilijk mee, maar voltooide Sytten Norske Slåtter.
Vervolgens begon Grieg enthousiast om de vioolpartijen over te zetten naar de piano. Grieg stuitte al snel op problemen en schreef daarover naar vriend Frants Beyer. Hij had problemen met de versieringen, tonaliteit, ritme en de polyfonie. Een ander probleem waren de vele herhalingen, zo gewoon in volksmuziek. De versieringen binnen de Slåtter bestaan uit veelvuldige arpeggio’s boven drones. Grieg had al veelvuldig teruggegrepen op Noorse volksmuziek, maar zette met dit werk een nieuwe standaard neer. Men ging zelfs zo ver, dat men dacht dat Grieg een nieuwe stijl van componeren had gevonden. Op 7 maart 1903 voltooide Grieg zijn werk. Het was een van zijn laatste voltooide werken.
De zeventien slåtter (ook van Halvorsen) zijn:
1. Gibøens Bruremarsch (Giböens Brautmarsch )
2. John Væstafæ's springdans (John Wästafä's Springtanz )
3. Bruremarsch fra Telemarken (Brautmarsch aus Telemarken )
4. Haugelåt: Halling (Halling aus dem Hügel)
5. Prillaren fra Os Præstgjeld: Springdans (Der Prillar aus dem Kirchspiel Os )
6. Gangar efter Möllargutten (Getretener Tanz )
7. Rötnamsknut: Halling fra Hallingdal (Halling aus dem Hallingtal)
8. Bruremarsch efter Möllargutten (Brautmarsch )
9. Nils Rekve's Halling
10. Knut Luråsens Halling I
11. Knut Luråsens Halling II
12. Springdans efter Möllargutten (Springtanz )
13. Håwar Gibøens Draum ved Oteholdtsbrue: Springtanz (Håwar Giböens Traum an der Oterholtsbrücke )
14. Tussebrurefæra på Vossevangen: Gangar (Die Brautfahrt der Unterirdischen )
15. Skuldalsbruri: Gangar (Die Skuldals-Braut)
16. Kivlemöyerne: Springdans fra Selljord (Die Mädchen aus dem Kivletal (Springtanz) )
17. Kivlemöyerne: Gangar (Die Mädchen aus dem Kivletal (Getretener Tanz))

Van deze Slåtter werden later 2, 4 en 8 voorzien van een orkestratie. Het werk bleef echter populairder in de pianoversie, de versie van Halvorsen ver achter zich latend. De twee versies werden tegelijk uitgegeven.
Slåtter werd een voorbeeld voor Béla Bartok, die het idee oppakte en begon aan transcripties van Hongaarse volksmuziek.

## Discografie
Er zijn een aantal opnamen beschikbaar, meestal in verzamelingen van het gehele pianorepertoire van de componist. Er verschenen daarbij ook enige versies waarin de transcripties van piano en viool afwisselend te horen zijn.
De meest interessante opname hiervan is de cd Edvard Grieg, Slåtter, op.72 & The Knut Dahle Slåttervan Ingfrid Breie Nyhus (piano) en Ashild Breie Nyhus (Hardanger fiddle) waar zowel de versie voor viool van Halvorsen, Sytten Norske Slåtter, original opptegnelser etter Knut Dahle, als de versie voor piano van Grieg, Slåtter Op.72, op staan, aangevuld met een opname van Knut Dahle uit 1912. De cd is uitgebracht in 2007 naar aanleiding van de honderdste sterfdag van Grieg en is opgenomen in Griegs huis in Troldhaugen. De vleugel die op de cd gebruikt wordt, is de Steinway van Grieg. In het tekstboekje is de (bijna) complete briefwisseling tussen Dahle, Halvorsen en Grieg opgenomen.
1. ↑  Simax, PSC 1287